# Tūtoko River
Der Tūtoko River ist ein Fluss in der Region Southland auf der Südinsel Neuseelands. Er entspringt in den Neuseeländischen Alpen und mündet in den Cleddau River, der etwa 2 km weiter in den Milford Sound, einen Meeresarm der Tasmansee, fließt.

## Geographie
Der Tūtoko River entspringt unterhalb des 2723 m hohen Mount Tutoko in den Darran Mountains. Er durchströmt das Tutoko Valley in südlicher Richtung bis zur Mündung. Neben zahlreichen kleinen Bächen nimmt er unter anderem das Schmelzwasser des Grave Glacier und des Age Glacier auf. Der Age Glacier entwässert über den Leader Creek, in dessen Verlauf die Leader Falls liegen.

## Wandern
Entlang der unteren 4 km verläuft die Tutoko Valley Route nahe dem Fluss. Das Department of Conservation beschreibt die Route als anspruchsvoll und veranschlagt fünf Stunden für den Hin- und Rückweg. Ausgangspunkt ist der Tutoko River bridge carpark. Nahe der Quelle liegt das Biwak Pawnbroker Rock, nahe den Leader Falls das Turners Bivouac.